# Lucas Severino
Lucas Severino (født 3. januar 1979) er en tidligere brasiliansk fodboldspiller.